# Gyula Tornai
Gyula Tornai (Görgő, 12 aprile 1861 – Budapest, 24 novembre 1928) è stato un pittore ungherese, noto per i suoi dipinti orientalisti.

## Biografia
Tornai nacque a Görgő, nell'impero austro-ungarico (l'odierna Spišský Hrhov, in Slovacchia), nel 1861. Ricevette la sua educazione artistica alle accademie di Vienna, di Monaco e negli studi di Benczúr a Budapest, dove studiò presso Hans Makart e Gyula Benczúr. I suoi primi dipinti erano dei quadri di temi popolari quotidiani. Il suo stile fu influenzato molto da quello di Makart (Makartstil in tedesco).
Dopo i suoi viaggi in Spagna, in Algeria e in Marocco, si dedicò a temi più esotici e dipinse delle opere raffiguranti la vita in strada, mercanti, musicisti e harem. Passò dieci anni in Marocco e visse a Tangeri per un anno tra il 1890 e il 1891. Nel 1900, egli espose dei dipinti all'esposizione universale di Parigi con grande successo, vincendo la medaglia di bronzo. Nel 1904 vendette molte delle sue opere per guadagnare dei soldi così da fare altri viaggi.

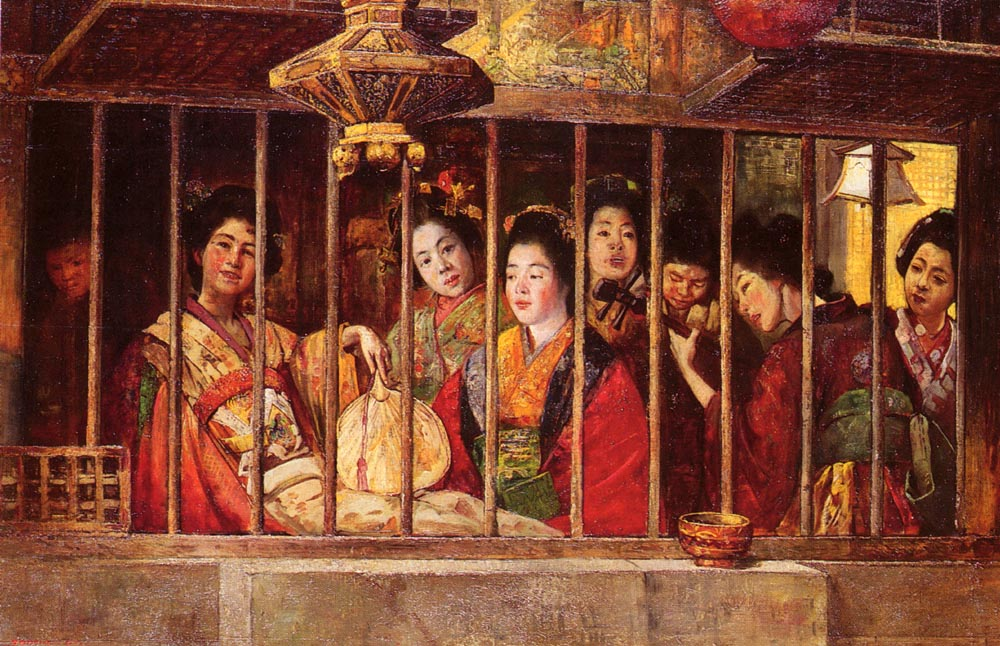
La casa delle geisha

Nell'estate del 1905 egli viaggiò nel lontano Oriente, dove continuò con il suo interesse per i temi orientalisti. In questo periodo viaggiò per l'India e il Giappone. Poco dopo il suo arrivo in Giappone, dipinse un ritratto dell'ex-primo ministro, il conte Ōkuma Shigenobu, che divenne un mecenate influente. Questo mecenatismo gli diede un accesso senza precedenti a molti aspetti e costumi della vita giapponese che in precedenza erano rimasti nascosti agli europei. Questo gli permise di esplorare profondamente il buddismo e lo scintoismo. Tornai rimase in Giappone per sedici mesi, nei quali dipinse opere come Una principessa giapponese che va in chiesa, Geisha, La casa delle geisha e il Guerriero samurai, tra gli altri dipinti.
Nel 1907 espose delle opere a Parigi e a Londra; nel 1909 a Budapest nella galleria d'arte Műcsarnok; nel 1917 al Salone nazionale. Nel 1929, un anno dopo la sua morte a Budapest, la sala d'aste organizzò una mostra di lasciti delle sue opere.
Le sue opere orientaliste gli valsero un riconoscimento internazionale durante la sua vita. Una fonte contemporanea commentava che le sue opere di questo periodo "non si erano mai viste prima per la gloria del colore e l'apprezzamento intenso del pittoresco dell'est". I suoi dipinti erano anche noti per la loro ironia, il loro umorismo e la loro arguzia. Per esempio, il dipinto Gli intenditori (Műértők) raffigura un gruppo di autoctoni, forse dei Berberi, raggruppati nello studio dell'artista e che esaminano criticamente un dipinto con degli uomini orientali. Egli dava inoltre agli spettatori degli scorci di un altro mondo con le sue raffigurazioni di usi e costumi orientali. Molti dei dipinti di Tornai sono conservati alla galleria nazionale ungherese.

## Opere
Segue una lista non esaustiva delle opere di Gyula Tornai.
- Un mercante d'armi a Tangeri, 1890
- Musicanti viaggiatori, 1891 circa
- I conoscitori, 1892
- Ritratto di una ragazza, 1892

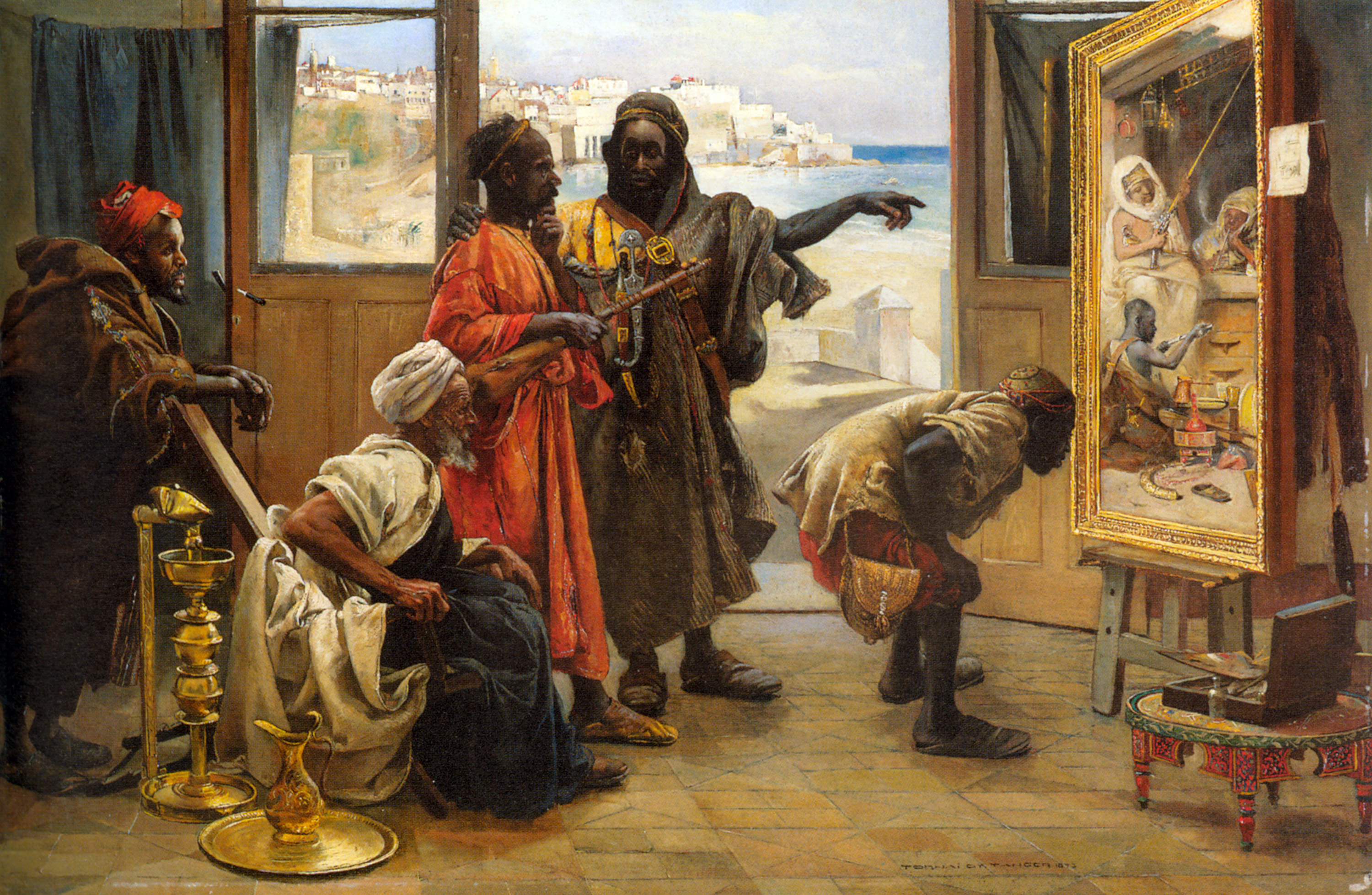
Gli intenditori, 1892

- Il fumatore di pipa ad acqua, 1903
- Scena di strada del Cairo, 1903
- Capo, 1904 circa
- Geisha, 1904
- Il gioco scorretto, 1904
- Al santuario, 1907
- Una principessa giapponese che va in chiesa, 1909 circa

### Opere non datate
- Donna africana
- Autoritratto
- Il gioielliere
- Al bazar
- Il fumatore moro
- La casa delle geisha

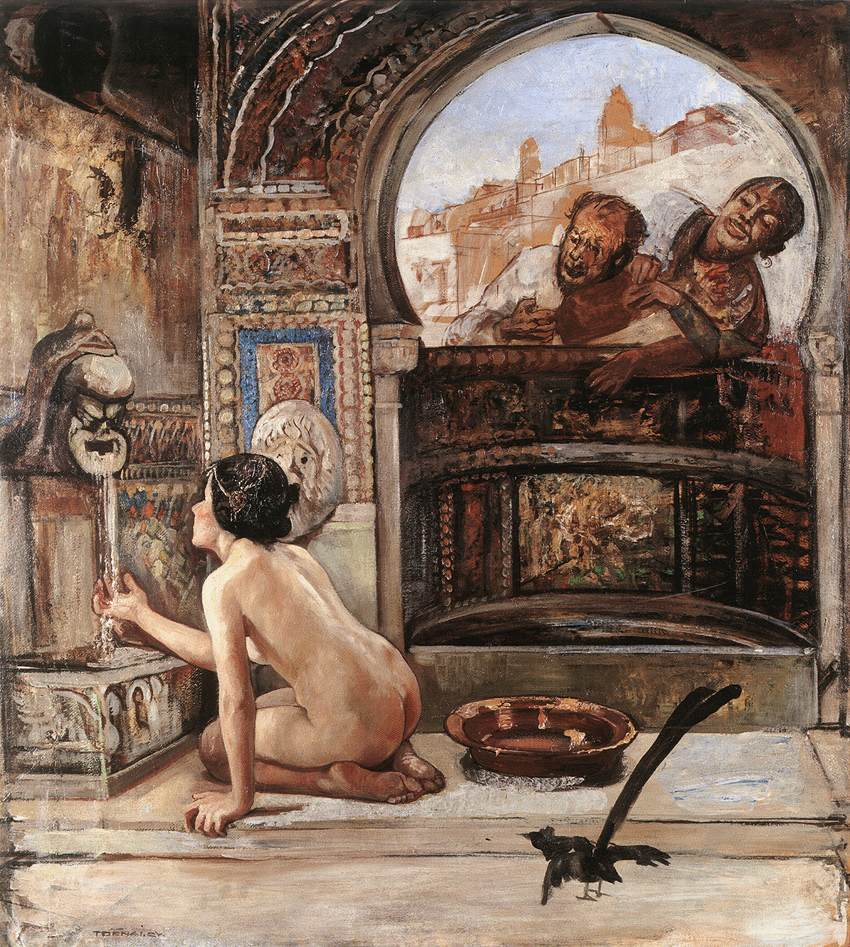
Susanna e i vecchioni

- Ritratto di Jaroslava, la figlia dell'artista
- Susanna e i vecchioni

## Galleria d'immagini

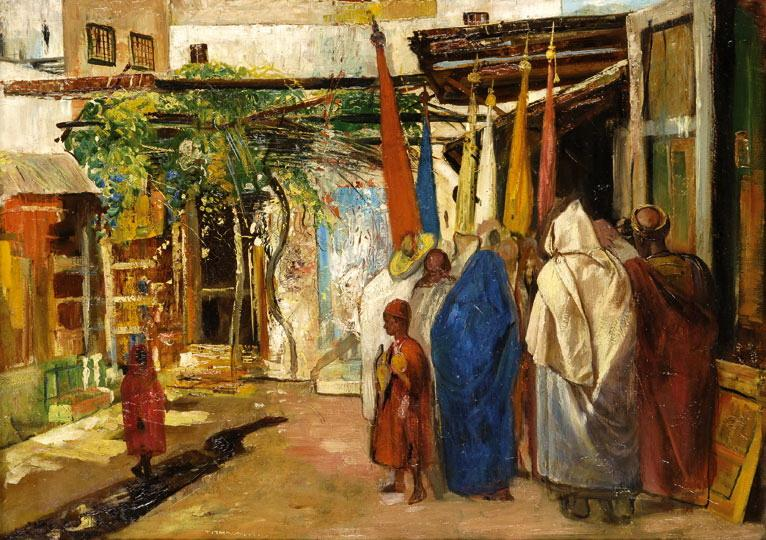
Scena di strada del Cairo, 1903
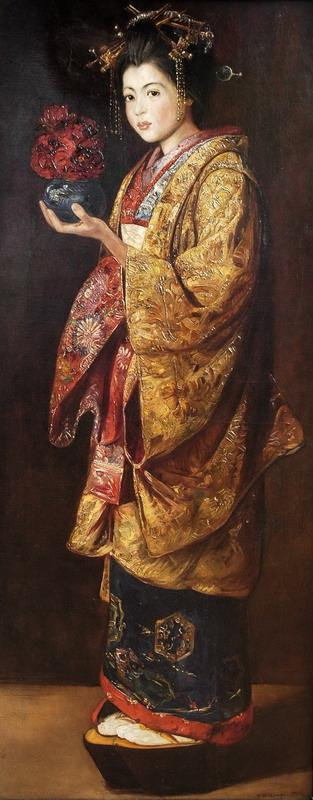
Geisha, 1904
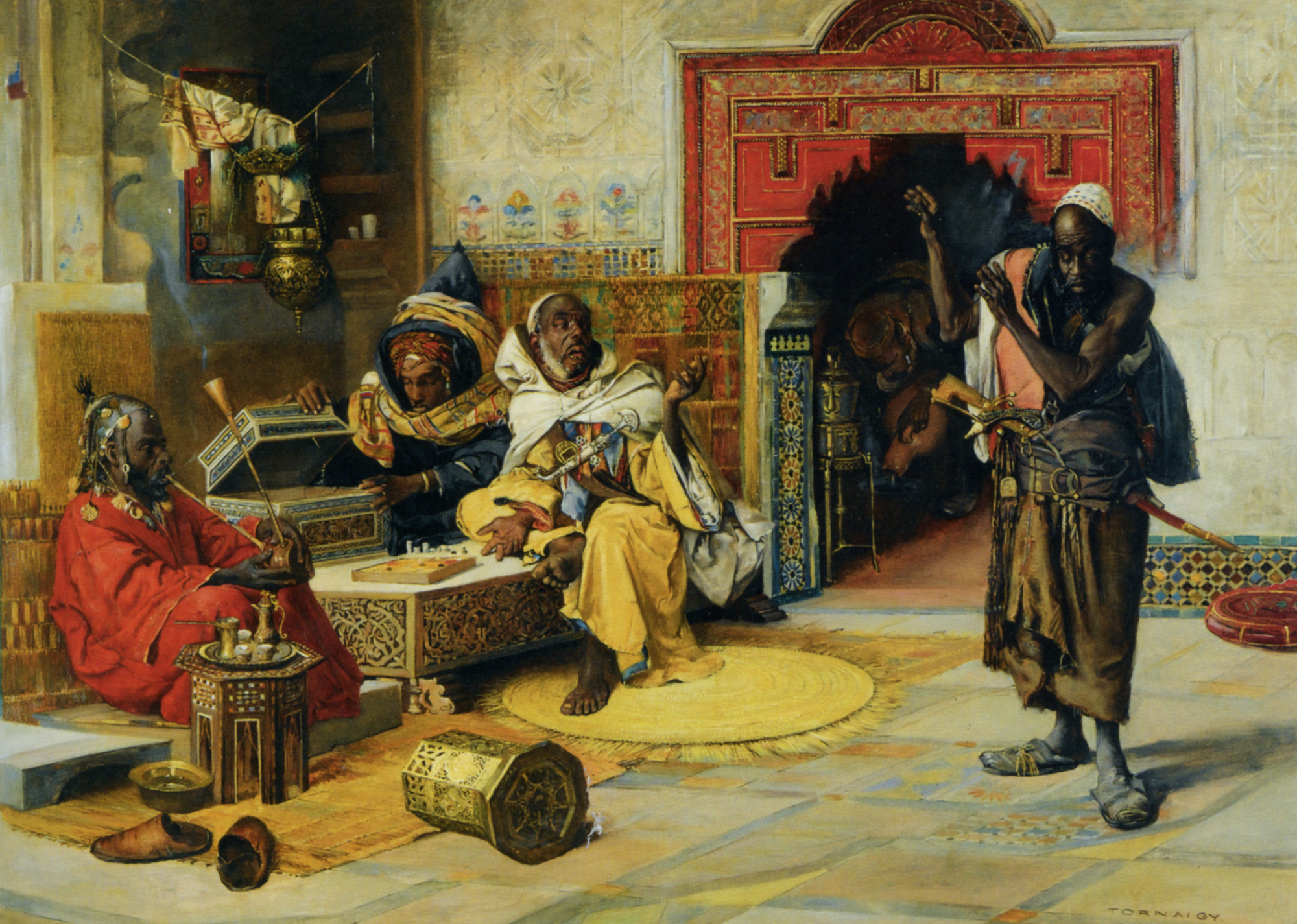
Il gioco scorretto, 1904
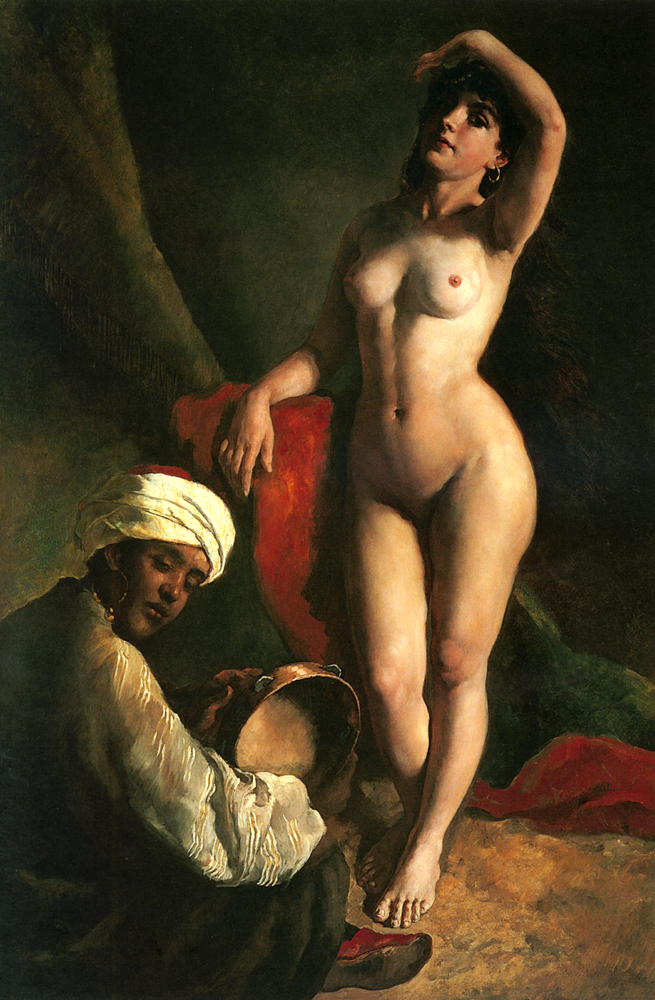
Ritratto di Jaroslava, la figlia dell'artista